# Jacquiniella colombiana
Jacquiniella colombiana är en orkidéart som beskrevs av Rudolf Schlechter. Jacquiniella colombiana ingår i släktet Jacquiniella och familjen orkidéer.
Artens utbredningsområde är Colombia. Inga underarter finns listade i Catalogue of Life.